# 台湾の祝祭日
台湾の祝祭日（たいわんのしゅくさいじつ）は、台湾（中華民国）の祝日記念日の概観。

## 概要
現代の中華民国では、2016年まで完全週休二日制度を実施してきたが、労働者にも公務員（公務員の完全週休二日制は2001年に開始され）と同様の完全週休二日制が実施された。
法改正により、2017年より一例（必ず取るべき休日、定例休暇を指す）一休（調整可能な休日、労使の合意があれば勤務を要求することができるが休日出勤手当の支払いが必要）に変更される。祝日は法改正より、全部で9日から6日に変更された。
伝統行事に基づく祝日は旧暦（太陰暦）の日付で定められているので、太陽暦では毎年日付が変化している。

### 2025年における廃止された祝日復活の試み
長年にわたる祝日復活をめぐる政治的議論が、2025年2月に立法院で再燃した。中国国民党（国民党）の立法委員らは、労働関連法の改正を通じて祝日を復活させる方針を示した。この提案には台湾民衆党の立法委員も賛同し、党としても支持する意向を示した。一方、民主進歩党の立法院党団は、この提案をポピュリズム的であると批判した。
2025年5月9日、立法院は祝日および記念日施行法の第三読会を通過させ、従来は行政命令レベルにとどまっていた規定を法制化した。この改革により、4つの新たな国定休日が制定された。すなわち、小年夜、孔子誕辰紀念日（9月28日）、台湾光復・金門大捷紀念日（10月25日）、行憲紀念日（12月25日）である。さらに、これまで労働者に限られていた労働節（5月1日）も、全ての国民を対象とした祝日となった。また、春節休暇は最低でも7連休、最長で10連休となることが保障されるようになった。加えて、先住民族にはそれぞれの伝統儀式に基づいて3日間の休日を選択する権利が与えられる。その他、新たに制定された記念日には、言論自由日（4月7日）、日（6月16日）、人権日（12月10日）などが含まれる。

## 法定祝祭日
| 日付         | 日本語表記         | 現地語表記               | 備考                                                             |
| ------------ | ------------------ | ------------------------ | ---------------------------------------------------------------- |
| 1月1日       | 中華民国開国記念日 | 中華民國開國紀念日・元旦 | 1912年の中華民国建国を記念する日。祝日。                         |
| 2月28日      | 平和記念日         | 和平紀念日               | 二・二八事件が起きた日。祝日。                                   |
| 3月8日       | 国際女性デー       | 婦女節                   | 国際女性の日。1998年以降、4/4の児童節に統合される。              |
| 3月12日      | 植樹節             | 國父逝世紀念日・植樹節   | 孫文が逝去した日。植樹節は別名。                                 |
| 4月4日       | 児童節             | 兒童節                   | こどもの日。2011年より祝日。                                     |
| 清明         | 清明節             | 清明節                   | 家族全員で祖先を祀る伝統的な節日。祝日。                         |
| 5月1日       | 労働節             | 勞動節                   | いわゆるメーデー。労働者のみ祝日。                               |
| 9月3日       | 軍人節             | 軍人節・教師節           | 日中戦争が終結したことを記念する日。                             |
| 10月10日     | 国慶日             | 國慶日・雙十節           | 辛亥革命の記念日。10が重なる日であることから雙十節という。祝日。 |
| 旧暦12月末日 | 除夕               | 除夕                     | 大晦日。祝日。                                                   |
| 旧暦1月1日   | 春節               | 春節                     | 旧正月。3日までの3日間休日。                                     |
| 旧暦4月8日   | 灌仏会             | 佛陀誕辰紀念日・浴佛節   | 釈迦の誕生日。                                                   |
| 旧暦5月5日   | 端午節             | 端午節                   | 古代中国の詩人・屈原が入水自殺した日。祝日。                     |
| 旧暦7月7日   | 七夕               | 七夕                     | 七夕。                                                           |
| 旧暦7月15日  | 中元節             | 中元節                   | 鬼（死者の魂）を送り迎えする伝統的な節日。                       |
| 旧暦8月15日  | 中秋節             | 中秋節                   | 月餅を食べながら月を鑑賞する伝統的な節日。祝日。                 |

## 法改正より削除された祝祭日
| 日付     | 日本語表記               | 現地語表記                               | 備考                                                               |
| -------- | ------------------------ | ---------------------------------------- | ------------------------------------------------------------------ |
| 1月2日   | 中華民国開国記念日の翌日 | 中華民國開國紀念日・元旦の翌日           | 元旦の翌日                                                         |
| 3月29日  | 青年節                   | 革命先烈紀念日・青年節                   | 1911年に生じた辛亥革命に先立つ武装蜂起を記念する日。青年節は別名。 |
| 4月5日   | 先総統蔣公逝世紀念日     | 先總統蔣公逝世紀念日・總統蔣公逝世紀念日 | 中華民国初代総統である蔣介石の死を悼む日                           |
| 9月28日  | 教師節                   | 孔子誕辰紀念日・教師節                   | 孔子の誕生日。教師節は別名。                                       |
| 10月25日 | 台湾光復節               | 臺灣光復節                               | 台湾が中華民国に編入されたことを記念する日。                       |
| 10月31日 | 先総統蔣公生誕記念日     | 蔣公誕辰紀念日・先總統蔣公誕辰紀念日     | 中華民国初代総統である蔣介石の誕生日。                             |
| 11月12日 | 国父生誕記念日           | 國父誕辰紀念日                           | 中華民国の国父である孫文の誕生日。                                 |
| 12月25日 | 行憲記念日               | 行憲紀念日                               | 中華民国憲法が発布された日。                                       |